# Jeff « Swampy » Marsh
Jeffrey « Swampy » Marsh est un réalisateur, scénariste et acteur américain né le 9 décembre 1960  à Santa Monica, en Californie.
Il a créé la série télévisée d'animation Phinéas et Ferb avec Dan Povenmire.